# Dolly Raphael
Dorothea „Dolly“ Maria Raphael (* 9. November 1908 in Schöneberg; † 10. April 1989 in München) war eine deutsche Schauspielerin und Synchronsprecherin.

## Leben und Wirken
Dorothea Raphaels Eltern waren der Kaufmann Paul Raphael und Dorothea Schleipfer. Über ihre Ausbildung ist derzeit nichts bekannt. Ab den 1930er Jahren spielte sie Theater, allerdings ohne Festengagement, und trat als Dolly Raphael von 1931 bis kurz nach Ausbruch des Zweiten Weltkriegs auch vor die Kamera. Die Künstlerin mit der markanten Bubikopffrisur spielte hübsche, unkomplizierte, junge Frauen aller Arten, zuletzt mit einer winzigen, namenlosen Dienstmädchen-Rolle in Helmut Käutners Kleider machen Leute an der Seite von Heinz Rühmann.
Zur selben Zeit ist Dolly Raphael bei zumeist minder wichtigen ausländischen Filmen auch als Synchronsprecherin nachzuweisen: So war sie beispielsweise die deutsche Stimme von Allene Ray in dem US-amerikanischen B-Western Die Schlacht am blaue Berge (1930, dt. Fassung 1936), die von June Lang in dem Shirley-Temple-Hollywoodklassiker Rekrut Willie Winkie (Original- und dt. Fassung 1937) sowie die von Maria Domiani in dem italienisch-spanischen Krimi Polizeiinspektor Vargas (1940, dt. Fassung 1941).
1940 heiratete Dolly Raphael den Musikwissenschaftler Alfons Kreichgauer (1889–1958) und zog sich ins Privatleben zurück. Sie starb 1989 im Alter von 80 Jahren in München.
Auch Dolly Raphaels jüngere Schwester Erika Raphael war in den 1930er Jahren als Schauspielerin bei Bühne und Film tätig gewesen.

## Filmografie
- 1931: Die Schlacht von Bademünde
- 1931: Ein süßes Geheimnis
- 1933: Mädels von heute
- 1934: Blaufuchs, der Schrecken des Kilimandscharo (Kurzfilm)
- 1934: Da stimmt was nicht
- 1934: Der Herr der Welt
- 1934: ... heute Abend bei mir!
- 1934: Ihr größter Erfolg
- 1934: Pechmarie
- 1935: Die selige Exzellenz
- 1936: Männer vor der Ehe
- 1937: Wiederseh’n macht Freude (Kurzfilm)
- 1938: Pour le Mérite
- 1939: Nanette
- 1940: Kleider machen Leute